# Theodor Bastard
Theodor Bastard ist eine russische Band, die in erster Linie in der Weltmusik, dem Neofolk, Dark Wave und Trip-Hop verankert ist. Dank Jana Vevys’ Eintritt in die Band im Jahr 2004 wurden diese verschiedenen Musikrichtungen vereint. Bis dahin war der Musikstil der Band durch Industrial Rock, Noise und experimentelle Musik gekennzeichnet. Die Band wurde im Jahr 1996 in Sankt-Petersburg von Alexander Starostin gegründet und ganz am Anfang bestand sie nur aus ihm. Alexanders Künstlername ist Fedor Svoloch (übersetzt so viel wie „Fedor Abschaum“) und das war anfangs auch der Name der Band. Im Jahr 1999 wurde der Name ins Englische als „Theodor Bastard“ übersetzt. Das Schaffen der Band ignoriert aus Prinzip das alltägliche Leben und ist in Mythologie und Träumen begründet.

## Geschichte
Sängerin Jana Veva singt häufig in einer von ihr erfundenen eigenen Sprache, darüber hinaus auch in seltenen Sprachen, die u. a. von dem afrikanischen, über den asiatischen bis hin zum indianischen Sprachraum reichen. Die Band bedient sich sowohl elektronischer Stilmittel als auch altertümlicher Instrumente. So vermischen sich etwa Synthesizer, Sampler oder Theremin mit einer Vielzahl von ethnischen Instrumenten wie Darbuka, Conga, Djembé, Daf, Didgeridoo, Gusli, Zymbal, Dulcimer, Agogô, Bawu, Kalimba, Marimba, Okarina, Udu, Reco-reco, Caxixi, Cajón, Mongolische Pferdekopfgeige, Dungchen und Maultrommel, darüber hinaus werden auch noch diverse klassische Instrumente wie beispielsweise Violoncello oder Harfe genutzt.
Im Lauf der vergangenen Jahre ist Theodor Bastard auf vielen großen Fantasy-, Gothic-, Folk- und Mittelalterfestivals aufgetreten, dazu gehören das Wave-Gotik-Treffen (2011, 2014, 2017) und Fusion Festival (2004) in Deutschland, Dark Bombastic Evening (2012, 2013, 2016) in Rumänien, Castle Party (2014) in Polen, Menuo Juodaragis (2008, 2012, 2016) in Litauen. Die Band hatte auch mehrere Auftritte auf dem Castlefest (2015, 2017), dem größten Fantasy Festival in den Niederlanden.
Theodor Bastard hat bisher neun Alben in fünf Ländern veröffentlicht: Deutschland (Danse Macabre, Pandaimonium), Argentinien (Twilight Records), Mexiko (The Art Records), Türkei (Muzikal Yapım), Russland (Fulldozer).
Das Album Oikoumene, das im Jahr 2012 veröffentlicht wurde, bedeutet „Oikumene“ – die gesamte bewohnte Welt. Es ist von Musik der ganzen Welt inspiriert. An den Aufnahmen zum Album nahmen unter anderem die britischen Bands Fun-Da-Mental, Zulu Chor The Mighty Zulu Nation, der indische Sarod Spieler Rampur Rani, der französische, aber in Afrika geborene Sänger Julien Jacob teil. Das Album wurde in Studios in Sankt-Petersburg, London und Paris aufgenommen. Beim Design des Artworks wurden die Bilder des berühmten russischen Malers Boris Indrikov verarbeitet. Das Album „Oikoumene“ wurde in Deutschland unter dem Label Danse Macabre veröffentlicht.
Im Jahr 2015 wurde das Album Vetvi veröffentlicht. „Vetvi“, übersetzt „Geäst“, zu verstehen als Geäst vom Baum des Lebens – heiliger Baum, der die drei Ebenen, den Himmel, die Erde und die Unterwelt verbindet. Das Thema des Albums basiert auf Legenden und Mythos der nördlichen Völker. Der erste Song ist in altnordischer Sprache gesungen. Zu zwei Songs des Albums Vetvi (Geäst) und Kukushka (Kuckuck) wurden Videos gedreht. Das Artwork des Albums hat die portugiesische Malerin Elia Mervi entworfen.

## Zusammenarbeit

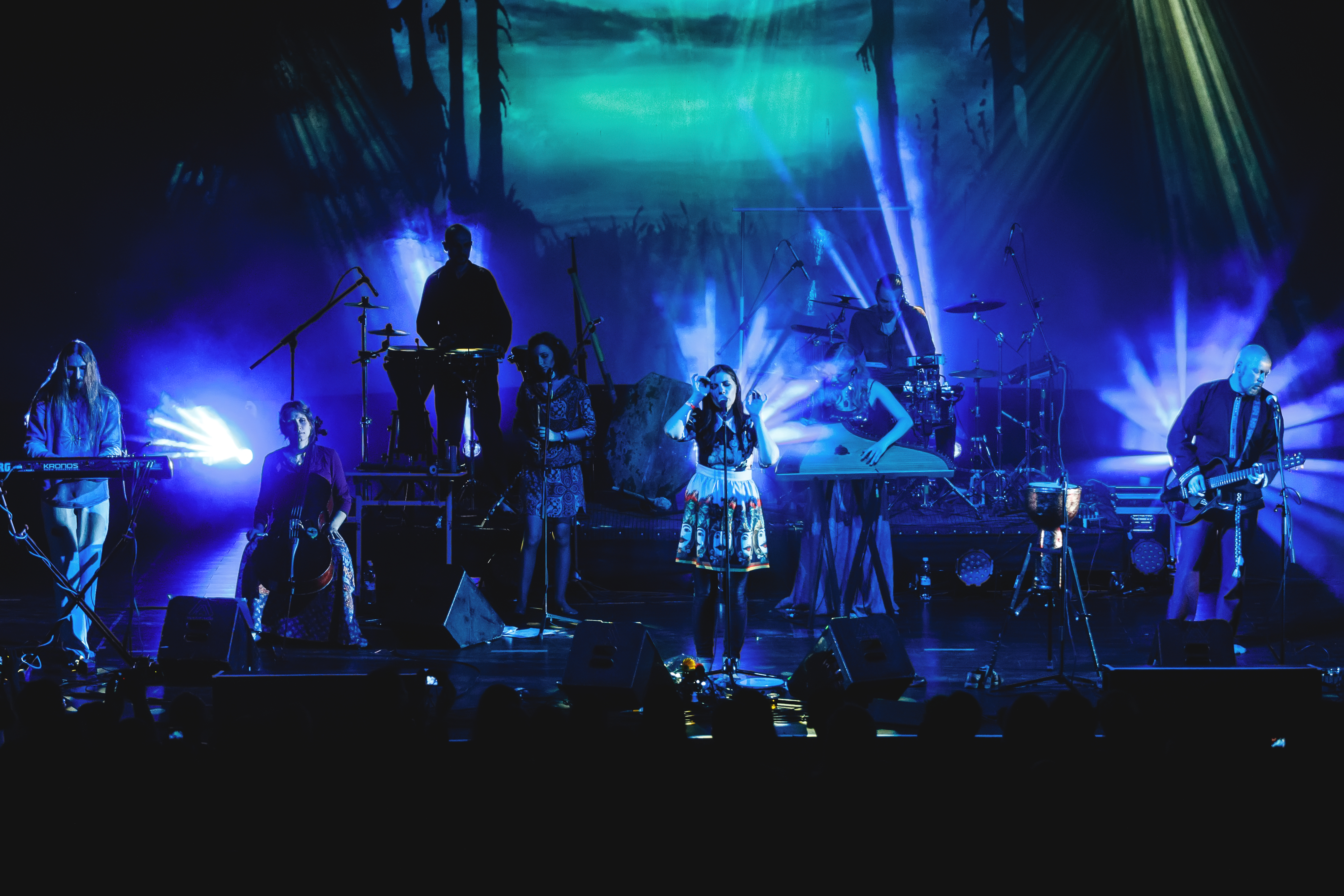
Theodor Bastard Konzert in Sankt Petersburg 19. Juli 2015

Besonders berühmt ist die Zusammenarbeit von Theodor Bastard mit dem deutschen Komponisten Stefan Hertrich und seinen Projekten „SpiRitual“ und „Shiva in Exile“, die sich in den zwei Stilen Ethno und Gothic kombinieren. Die Sängerin Jana Veva hat die Texte für drei Stücke des Albums Pulse vom Projekt „SpiRitual“ und für alle Kompositionen des Albums „Nour“ vom Projekt Shiva in Exile geschrieben und gesungen.
Auf dem Sampler …It Just Is (In Memoriam: John Balance), der zur Erinnerung an John Balance von der Band Coil veröffentlicht wurde, ist ein Remake des Coil-Songs Love Secret Domain vorhanden, welcher von Theodor Bastard im Stile eines Requiems bearbeitet wurde. Am 23. September 2005 gab es in St. Petersburg ein gemeinsames Konzert von Coil und Theodor Bastard in Erinnerung an John Balance. Bei diesem Konzert hat der zweite Coil-Leader Peter Christopherson seine Bewunderung zu diesem Remake zum Ausdruck gebracht.
Auf dem im Jahr 2011 erschienenen Sampler von Theodor Bastard Remakes nahmen beispielsweise folgende europäischen Bands teil: Riz Maslen, Animals On Wheels, Up, Bustle & Out, Robin Rimbaud, State of Bengal, Geomatic, Flint Glass.

## Diskografie

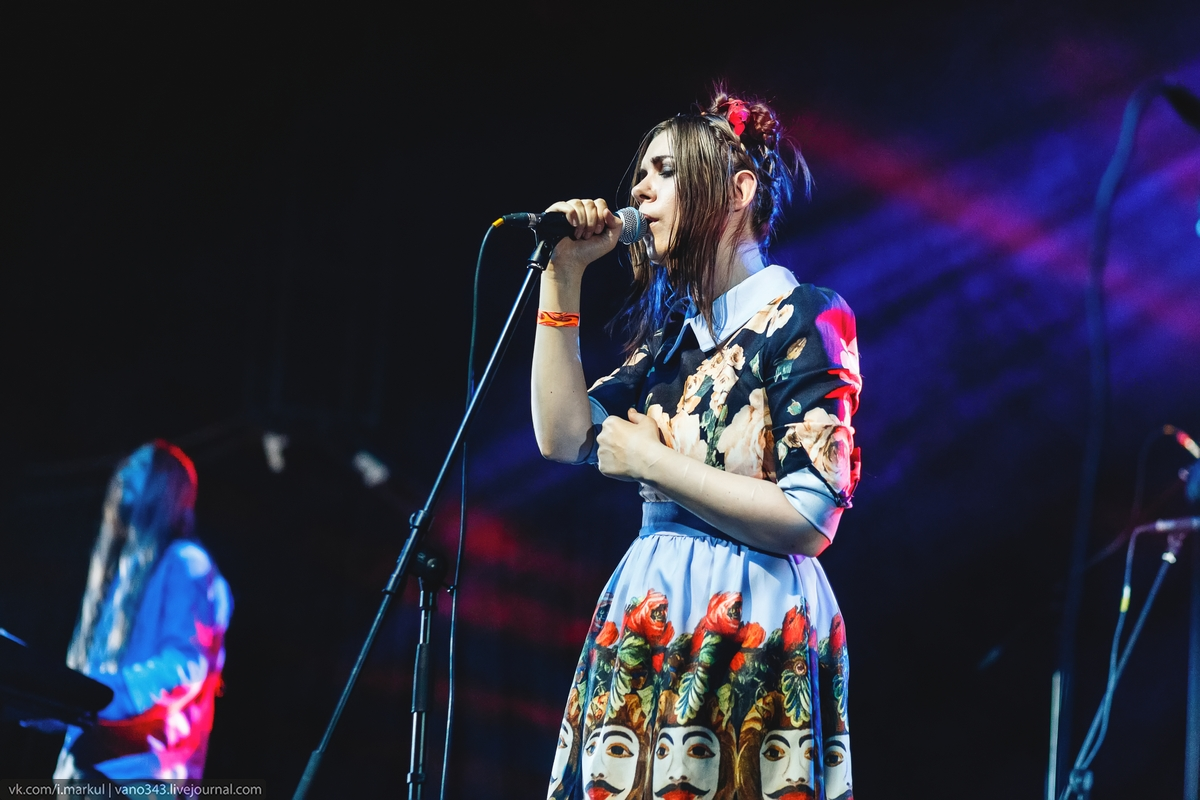
Jana Veva während des Konzerts, 2015

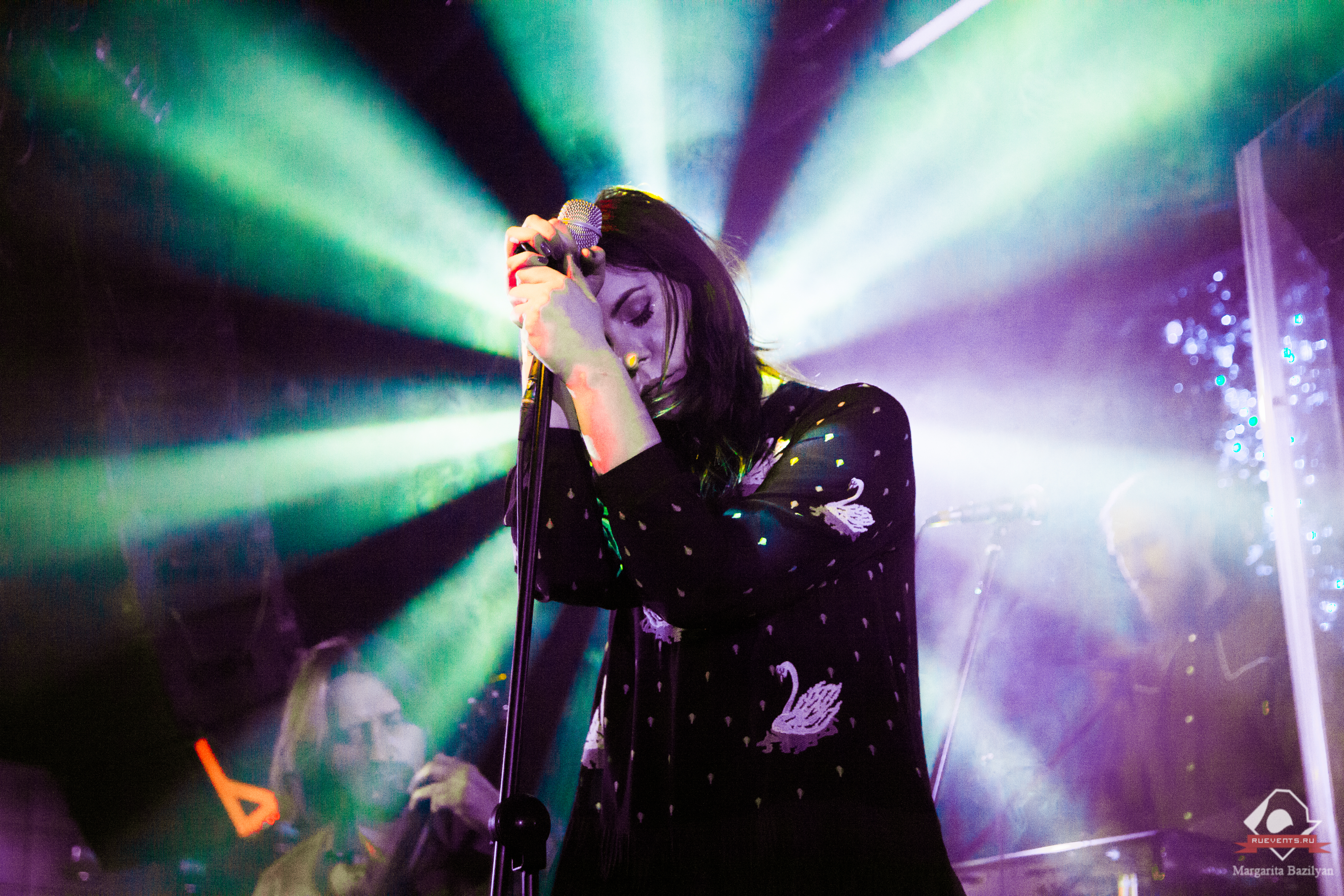
Jana Veva während des Konzerts, 2016

### Studioalben
- 1996: Восемь способов добиться леди
- 1997: Как не нужно делать попсу
- 1998: Зверинец Крафта-Эбинга
- 1999: Wave Save
- 2000: Agorafobia
- 2000: Live in Heaven
- 2002: BossaNova_Trip
- 2004: Pustota
- 2006: Sueta
- 2008: Белое: Ловля Злых Зверей
- 2009: Белое: Предчувствия и Сны
- 2011: Remixed
- 2012: Music for the Empty Spaces
- 2012: Oikoumene
- 2014: Pustota (Remastered)
- 2015: Vetvi
- 2020: Volch'ya Yagoda

### Singles
- 2008: Мир
- 2009: Будем жить
- 2010: Tapachula